# George Gallup Jr.
George Horace Gallup Jr. (9 avril 1930 - 21 novembre 2011) était un sondeur américain, écrivain et dirigeant de The Gallup Organization, organisme de sondage créé par son père, George Gallup.

## Biographie
Né à Evanston, dans l'Illinois, Gallup est diplômé de la Lawrenceville School en 1948 et a obtenu un baccalauréat en religion à l'Université de Princeton en 1953. Il devient, avec son frère Alec, coprésident de l'entreprise à la mort de leur père.
George Gallup s’est vu diagnostiqué d’un cancer du foie en 2010. Il y succombera à Princeton, dans le New Jersey, le 21 novembre 2011, à l'âge de 81 ans.

## Œuvre
Gallup Jr. a élargi la portée du sondage Gallup pour englober une plus grande variété de sujets, allant des perspectives des jeunes américains aux croyances religieuses.
Une grande partie des écrits et des recherches de Gallup Jr. portent sur la religion et la spiritualité aux États-Unis. Ses œuvres incluent The Saints Among Us, publié en 1992, et The Next American Spirituality, publié en 2002.